# Copa de Campeones de Tailandia
La Copa de Campeones de Tailandia (sucesora de la Copa Kor Royal) es un encuentro anual de fútbol en Tailandia que enfrenta a los ganadores de la Liga de Tailandia y la Copa FA de Tailandia. Organizada por la Asociación de Fútbol de Tailandia, su primera edición fue en 2017 en reemplazo de la Copa Kor Royal.

## Sedes
- Estadio Suphachalasai: 2017–2018
- Estadio del Real Ejército Tailandés: 2019
- SCG Stadium: 2020

## Palmarés
| Año  | Campeón           | Resultado | Subcampeón       | Estadio                             |
| ---- | ----------------- | --------- | ---------------- | ----------------------------------- |
| 2017 | Muangthong United | 5-0       | Sukhothai        | Estadio Suphachalasai               |
| 2018 | Chiangrai United  | 2-2 (6-5) | Buriram United   | Estadio Suphachalasai               |
| 2019 | Buriram United    | 3-1       | Chiangrai United | Estadio del Real Ejército Tailandés |
| 2020 | Chiangrai United  | 2-1       | Port             | SCG Stadium                         |
| 2021 | BG Pathum United  | 1-0       | Chiangrai United | Estadio del 700.º Aniversario       |
| 2022 | BG Pathum United  | 3–2       | Buriram United   | Estadio 80º Aniversario             |
| 2023 | Bangkok United    | 2–0       | Buriram United   | Estadio Rajamangala                 |